# Timo Korhonen (gitarrist)
Timo Juhani Korhonen, född 6 november 1964 i Rautalampi, är en finländsk gitarrist. 
Korhonen väckte sensation då han 1982 som 17-åring segrade i en tävling, anordnad av de tyska radiobolagen. Han tog 1986 diplomexamen vid Sibelius-Akademin och erövrade samma år tredje pris i en gitarrtävling i Havanna, därefter fortsatta studier i Basel. Han var 1989–2000 lärare vid Sibelius-Akademin och blev 1995 överlärare vid Åbo konservatorium. Han var 2004–2006 gästande professor vid Cherubini-konservatoriet i Florens. 
Korhonens repertoar är ovanligt omfattande, från transkriptioner av Johann Sebastian Bach till verk från vår tid. Han har genomfört vidsträckta turnéer i Europa, Asien, Nord- och Sydamerika och har även hållit mästarkurser i olika länder. Han har anordnat så kallade kulinariska konserter på Sveaborg och tagit initiativ till en gitarrfestival jämte tävling i Tammerfors; denna flyttades senare till Åbo. År 2003 mottog han det ansedda priset Cannes Classical Award.